# Tabernanthe
Tabernanthe är ett släkte av oleanderväxter. Tabernanthe ingår i familjen oleanderväxter.
Kladogram enligt Catalogue of Life:
| Tabernanthe | \| \| Tabernanthe elliptica \| \| \| \| \| \| Tabernanthe iboga \| \| \| \| |
|             | \| \| Tabernanthe elliptica \| \| \| \| \| \| Tabernanthe iboga \| \| \| \| |
|             | Tabernanthe elliptica                                                       |
|             |                                                                             |
|             | Tabernanthe iboga                                                           |
|             |                                                                             |